# زورقان سناني الأوراق
زورقان سناني الأوراق (الاسم العلمي:Cymbidium lancifolium) هو نوع من النباتات يتبع جنس الزورقان من الفصيلة السحلبية.